# رجل بلا تفاصيل (مجموعة قصصية)
رجل بلا تفاصيل، هي ثاني مجموعة قصصية للكاتب جمال ناجي نشرت في عام 1994 وهي مجموعة قصصية.

## المحتوى
تتكون هذه المجموعة القصصية من اثني عشر قصة:
1. الديك الآخر
2. العيد الذي لا يحبه أبي
3. ذلك الجزار
4. عيون الذئاب، عيون الآخرين
5. المنذور
6. تفاصيل
7. صيف 1989
8. رأس الدور
9. حب
10. نسيان
11. شوط الخطأ
12. عزلة الأسود